# Луиджи Мираля
Луиджи Мираля (на италиански: Luigi Miraglia; на латински: Aloisius Miraglia) е италиански класически филолог, учен, преподавател и автор на учебници. Основател и президент на Академия Вивариум Новум, намираща се в Рим, Италия.

## Биография
Роден е в Неапол, където завършва класически лицей и класическа филология в университета „Федерико Втори“. Впоследствие става доктор по класическа филология в университета в Салерно.
От 1996 е директор на Академия „Вивариум Новум“, която се намира първоначално в град Монтела в Кампания, а от учебната 2009 – 2010 г. – в Рим. Преподава в няколко класически лицея в Кампания, а от 2009 г. е професор в Папския Салезиански университет в Рим.
Организатор е на редица международни конгреси на тема латински език, класическа филология, studia humanitatis и по въпроса за методите на изучаване на древните езици. Сред най-забележителните са Docere през 1998 г. в Неапол, Humanitas през 2007 г. отново в Неапол, Litterarum vis през 2008 г. в Унгария, Monumenta viaeque през 2010 г. в Рим.
Горещ застъпник и разпространител на т.нар. естествен метод в изучаването на класическите езици, в който изучаващите не само четат и пасивно възприемат съответния език, но и говорят и пишат на него, като по този начин го овладяват активно. В академията, която ръководи, обучението се провежда изцяло на латински език. Мираля често произнася речи на латински в рамките на международни конгреси.

## Публикации
Автор на редица учебници и учебни помагала за изучаването на латински и старогръцки език. Сред тях са:
- Latine disco, 1999
- Athènaze, 1999
- Fabulae Syrae, 2008
- Vita moresque, 2009